# Охота на ангела, или Четыре любви поэта и прорицателя
«Охота на ангела, или Четыре любви поэта и прорицателя» — неигровой фильм, снятый режиссёром Андреем Осиповым в 2002 году и рассказывающий о жизни Андрея Белого. Лента является частью проекта «Легенды Серебряного века».
Картина стала лауреатом премий «Ника» (2002) и «Золотой орёл» (2002), получила ряд других кинематографических наград.

## Содержание

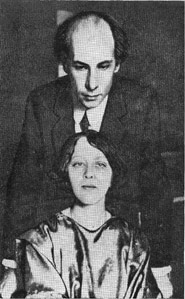
Андрей Белый и Ася Тургенева. 1910

Фильм, состоящий из восьми частей, представляет собой разбросанные во времени фрагменты биографии Андрея Белого.
Действие начинается в Берлине, где в 1922 году главенствовали два модных увлечения — немые мелодрамы и фокстрот. На любой площадке публика обращала внимание на человека, который парил и импровизировал в танце. Звали его Андрей Белый. Зрители и не подозревали, что в основе его пляски лежит не веселье, а отчаяние: именно в Германии была поставлена последняя точка в отношениях Андрея Белого и Аси Тургеневой.
Они познакомились в 1909 году и не разлучались больше десяти лет. Предпосылкой для грядущего разрыва стала встреча с Рудольфом Штейнером. Чета всерьёз увлеклась его лекциями и мистериями, ездила за эзотериком по всей Европе. Но если Андрей Белый так и не сумел воспринять антропософию как религию, то Ася увидела в Штейнере светоча. Взаимное отчуждение нарастало, расставание стало неизбежным.
Другая муза — Любовь Дмитриевна Менделеева — оказалась центром возникновения «духовного треугольника», в который были включены Андрей Белый и Александр Блок. Сначала в основе этих отношений было рыцарское служение Прекрасной даме; позже гармония разрушилась и началась история с мольбами, дуэлями, бурными объяснениями и попыткой самоубийства.
После возвращения в Россию судьба столкнула Андрея Белого с 20-летней Ниной Петровской. Он много разговаривал с ней об искусстве, писал для неё руководство духовной жизни. Драма произошла в одном из московских театров, где поэт читал стихи. Пришедшая на мероприятие Нина неожиданно вынула браунинг и навела его сначала на Андрея Белого, а затем — на стоявшего рядом Валерия Брюсова. Тот среагировал молниеносно: пуля ушла в потолок. Примкнув к символистам, воспринимающим творчество и бытие как единое целое, Петровская создала из своей жизни печальную поэму с одиночеством, морфием, эмиграцией и самоубийством в скромном парижском отеле.
Последней дамой сердца стала для Андрея Белого его поклонница Клавдия Васильева. Когда её арестовали, изъяв попутно весь архив поэта из полуподвального помещения на Плющихе, он написал письмо Сталину. Хлопоты помогли: Клоди вернулась и до конца жизни была рядом.
В Европе его называли королём символизма. В СССР надеялись, что вернувшийся из-за границы Андрей Белый станет «красным Гоголем» или «советским Пушкиным». Надежды оказались напрасными. Он пережил всех друзей и сподвижников: Блока, Брюсова, Гумилёва, Есенина, Волошина, Маяковского. Когда в январе 1934 года Андрей Белый ушёл из жизни, сотрудники специального института извлекли его мозг, чтобы разгадать тайну гениальности. Но никакого результата эти исследования не дали.

## Отзывы и рецензии
Подтверждением большого интереса к фильму «Четыре ангела…» был ажиотаж в день премьеры, состоявшейся в Доме кино. По свидетельству киноведа Александра Дерябина, зал оказался переполненным; зрители, не сумевшие приобрести билеты, разместились на ступеньках; финал сопровождался аплодисментами. Киновед, назвав в числе достоинств картины то, что она является «зрительской», одновременно отметил, что восприятие ленты усложняется «сверхплотностью» действия; ей не хватает пауз.
Кинокритик Виктор Матизен, анализируя фильм Андрея Осипова, обратил внимание на своеобразный режиссёрский приём, применяемый в картине: о чувствах и настроении главного героя рассказывается с помощью фрагментов игрового немого кино начала XX века. По словам Матизена, кинобиография Андрея Белого рассчитана на образованного зрителя; это суждение является ответом на отзыв киноведа Яна Левченко, заметившего, что «изысканность и прихотливость» происходящего на экране сложны для восприятия неподготовленной аудитории.
Литературовед Валентин Курбатов, впервые увидевший фильм на кинофестивале «Послание-2002», назвал работу Андрея Осипова «виртуозной»; в то же время рецензент признал, что с определённого момента экранный образ Андрея Белого начал превращаться в «изящный призрак»:
Как будто кинематограф решил расчесться с его символической жизнью символическим же образом, нечаянно отомстив поэту его собственным оружием. <...> Оказалось, что жизнь, вписанная в слишком чистый приём, перестаёт быть жизнью.
Киновед Зоя Кошелева увидела в «Четырёх ангелах…» «эстетику сериалов», а режиссёрские методы назвала «мастерством иллюзиониста». Сдержанность оценки, которую Кошелева дала фильму Андрея Осипова, связана и с фактическими неточностями, и с «упрощённым взглядом» на те события, что показаны в ленте. Так, по мнению киноведа, возвращение Андрея Белого в Россию не было связано с «соблазнами» Клавдии Васильевой; ещё до её приезда в Германию поэт много общался с Горьким, мнение которого было весомым.
Кроме того, Зоя Кошелева отметила, что отношения Любови Менделеевой и Андрея Белого выглядят на экране «как каприз, причудливый эмоциональный выверт»: создатели фильма оставили за кадром историю появления ордена «Рыцарей Прекрасной Дамы» и другие «культурные подробности», без которых рассказ о конфликте превращается в мелодраму:
Авторы акцентируют мотив безумия не только для того, чтобы придать особую загадочность герою, но и для того, чтобы извлечь максимальный драматический эффект из главной исторической коллизии в фильме о Белом.

## Создатели фильма
- Андрей Осипов — режиссёр
- Одельша Агишев — автор сценария
- Ирина Уральская — оператор
- Мила Найдёнова — монтаж
- Дмитрий Конюшенко — звукорежиссёр
- Анатолий Петрига, Ирина Уральская — художники
- Евгений Миронов, Александр Балуев, Галина Тюнина — текст за кадром

## Награды и фестивали
- Премия «Золотой орёл» (2002) — победитель в номинации «Лучший неигровой фильм»
- Премия «Ника» (2002) — победитель в категории «Лучший неигровой фильм»
- Премия «Лавр» (2002):

победитель в номинации «Лучший по профессии (звукорежиссёр)»
победитель в номинации «Лучший полнометражный фильм»
- Российский кинофестиваль «Литература и кино» (Гатчина, 2002):

большой приз жюри
приз читательского жюри